# Station Ronnenberg (Han)
Station Ronnenberg (Han) (Bahnhof Ronnenberg (Han)) is een spoorwegstation in de Duitse plaats Ronnenberg in de deelstaat Nedersaksen. Het station ligt aan de spoorlijn Hannover - Soest.

## Indeling
Het station heeft twee zijperrons, welke niet overkapt zijn, maar beschikken over diverse abri's. De perrons zijn vanaf de straat Benther Straße te bereiken en via een overweg in deze straat met elkaar verbonden. Aan de oostkant van de sporen zijn er een aantal parkeerterreinen. Daarnaast staat hier het stationsgebouw van Ronnenberg, maar deze wordt niet meer als dusdanig gebruikt.

## Verbindingen
Het station is onderdeel van de S-Bahn van Hannover, die wordt geëxploiteerd door DB Regio Nord. De volgende treinseries doen het station Ronnenberg (Han) aan:
| Serie | Treinsoort             | Route                                                                                               | Bijzonderheden                     |
| ----- | ---------------------- | --------------------------------------------------------------------------------------------------- | ---------------------------------- |
| S1    | S-Bahn (DB Regio Nord) | Minden (Westf) – Haste – Seelze – Hannover Hbf – Ronnenberg (Han) – Weetzen – Barsinghausen – Haste |                                    |
| S2    | S-Bahn (DB Regio Nord) | Nienburg (Weser) – Seelze – Hannover Hbf – Ronnenberg (Han) – Weetzen – Barsinghausen – Haste       | Zondags alleen Nienburg - Hannover |